# Galina Gorokhova
Galina Gorokhova   (Moscou, 31 d'agost de 1938) és una tiradora d'esgrima russa, ja retirada, guanyadora de cinc medalles olímpiques.

## Carrera esportiva
Va participar, als 21 anys, en els Jocs Olímpics d'Estiu de 1960 realitzats a Roma (Itàlia), on va aconseguir guanyar la medalla d'or en la prova femenina de floret per equips, i on va finalitzar quarta en la prova per equips, guanyant així un diploma olímpic. En els Jocs Olímpics d'Estiu de 1964 realitzats a Tòquio (Japó) aconseguí guanyar la medalla de plata en la prova per equips, finalitzant altre cop quarta en la prova individual. En els Jocs Olímpics d'Estiu de 1968 celebrats a Ciutat de Mèxic (Mèxic) finalitzà sisè en la prova individual però tornà a guanyar la medalla d'or en la prova per equips, un metall que revalidà en els Jocs Olímpics d'Estiu de 1972 realitzats a Múnic (Alemanya Occidental). En aquests Jocs, la seva última participació olímpica, guanyà així mateix una medalla de bronze en la competició individual.
Al llarg de la seva carrera ha guanyat 15 medalles en el Campionat del Món d'esgrima, entre elles vuit medalles d'or.